# Maszkele
Maszkele (perski: مشكله) – wieś w północnym Iranie, w ostanie Gilan. W 2006 roku miejscowość liczyła 555 osób w 161 rodzinach.